# Olga Fatkulinová
Olga Alexandrovna Fatkulinová (rusky Ольга Александровна Фаткулина; * 23. ledna 1990 Čeljabinsk, Ruská SFSR) je ruská rychlobruslařka.

## Sportovní kariéra
Juniorské mistrovství světa poprvé absolvovala v roce 2008, kdy skončila ve víceboji na 16. místě. V následujícím roce startovala pouze na jednotlivých tratích, na nich však získala jednu zlatou (500 m) a dvě bronzové medaile (1000 m, 1500 m). Od podzimu 2009 pravidelně nastupuje v závodech Světového poháru, roku 2010 premiérově startovala na seniorském světovém sprinterském šampionátu, na kterém dobruslila na celkové osmé příčce. Zúčastnila se také Zimních olympijských her 2010, v závodech na 500 a 1000 m se umístila shodně na 20. místě. Největšího úspěchu dosáhla na Mistrovství světa na jednotlivých tratích 2013, kde na kilometrové trati získala zlatou medaili a na poloviční distanci vybojovala bronz. Startovala na Zimních olympijských her 2014, kde v závodě na 500 m získala stříbrnou medaili, na trati 1000 m byla čtvrtá a na patnáctistovce devátá. V sezóně 2013/2014 zvítězila v celkovém pořadí Světového poháru na trati 500 m. Na premiérovém sprinterském Mistrovství Evropy 2017 získala bronzovou medaili, na Mistrovství Evropy 2018 vyhrála s ruským družstvem týmový sprint. Startovala také na Mistrovství světa ve sprintu 2018, kde vybojovala bronz, a na ME 2019 získala bronzovou medaili ve sprinterském víceboji. Z MS 2019 si přivezla bronz z týmového sprintu. Na ME 2020 získala zlatou medaili v závodě na 500 m a v týmovém sprintu. Z Mistrovství světa na jednotlivých tratích 2020 si přivezla stříbrné medaile z tratě 1000 m a z týmového sprintu a bronz z distance 500 m. Na MS 2020 ve sprintu si dobruslila pro bronzovou medaili, tentýž cenný kov získala v závodě na 500 m na MS 2021. Startovala na ZOH 2022 (500 m – 10. místo, 1000 m – 13. místo).
V listopadu 2017 oznámil Mezinárodní olympijský výbor, že Fatkulinová je součástí ruského dopingového skandálu na ZOH v Soči. Ve všech třech závodech, které tam absolvovala, byla zpětně diskvalifikována, čímž přišla i o stříbrnou medaili ze závodu na 500 m, a byla doživotně vyloučena z olympijských her. Po hromadném odvolání ruských sportovců byla na začátku února 2018 její diskvalifikace a vyloučení z OH Mezinárodní sportovní arbitráží kvůli nedostatku důkazů zrušena.